# الذاري (بني مطر)

تعديل مصدري - تعديل

الذاري هي إحدى قرى عزلة شهاب الأسفل بمديرية بني مطر التابعة لمحافظة صنعاء، بلغ تعداد سكانها 315 نسمة حسب تعداد اليمن لعام 2004.